# Конде сир л'Еско
Конде сир л'Еско (фр. Condé-sur-l'Escaut) је насељено место у Француској у региону Север-Па д Кале, у департману Север.
По подацима из 2011. године у општини је живело 9593 становника, а густина насељености је износила 521,36 становника/km².

## Демографија
| 1962.  | 1968.  | 1975.  | 1982.  | 1990.  | 2011. |
| ------ | ------ | ------ | ------ | ------ | ----- |
| 14.066 | 13.607 | 13.994 | 13.671 | 11.289 | 9.593 |